# قرطيون باسيفيكي
قرطيون باسيفيكي (الاسم العلمي: Cerithium pacificum) هو نوع من الرخويات يتبع جنس القرطيون من الفصيلة القرطيونية.